# Unrequited Love
Unrequited Love (chino simplificado: 暗恋橘生淮南; pinyin: An Lian Ju Sheng Huai Nan), es una serie de televisión china que será transmitida el 20 de enero del 2021, a través de Mango TV. La serie está basada en la novela "Unrequited Love" de Bayue Changan.
La serie cuenta la historia del amor unilateral de Luo Zhi por Sheng Huainan, y viceversa, que los sigue casi por 15 años, hasta que enfrentan con valentía sus sentimientos el uno por el otro.

## Sinopsis
Luo Zhi y Sheng Huainan, fueron compañeros de juegos desde que eran pequeños cuando se conocieron en una boda. Debido a un problema familiar, Luo Zhi se había centrado diligentemente en sus estudios. Al entrar a la secundaria, ella y Huainan no eran cercanos y más tarde ambos terminan asistiendo a la misma universidad.
Pronto se reúnen durante una excursión en el "Red Canyon Valley" y pronto retoman su amistad. Sin embargo las intromisiones y artimañas de Ye Zhanyan y Ding Shuijing, así como otros asuntos personales, ocasionan todo tipo de malentendidos entre ellos.
Finalmente ambos enfrentarán con valentía sus sentimientos el uno por el otro.

## Reparto

### Personajes principales[3]
| Actor       | Personaje     | N.º de episodios | Notas |
| ----------- | ------------- | ---------------- | ----- |
| Hu Yitian   | Sheng Huainan | -                |       |
| Hu Bingqing | Luo Zhi       | -                |       |

### Personajes secundarios
| Actor                  | Personaje     | N.º de episodios | Notas |
| ---------------------- | ------------- | ---------------- | ----- |
| Zhang Yijie            | Zhang Mingrui | -                |       |
| Liu Meihan (刘美含)    | Jiang Baili   | -                |       |
| Deng Shang (邓尚)      | Gou Bi        | -                |       |
| Liu Jia (刘佳)         | Ye Zhanyan    | -                |       |
| Pu Tao (蒲萄)          | Ding Shuijing | -                |       |
| Gratitude Dai (戴卓凝) | Chen Jing     | -                |       |
| Nagima (娜吉玛)        | Xu Riqing     | -                |       |
| Zhai Xiaowen (翟潇闻)  | Xu Zhian      | -                |       |
| Liu Biqu (刘碧渠)      | Chen Mohan    | -                |       |
| Liu Yang (刘阳)        | Lei Tian      | -                |       |
| Zhang Yishang (张艺)   | Zheng Wenrui  | -                |       |

## Episodios
La serie estará conformada por 38 episodios, los cuales serán emitidos todos los viernes siempre
.

## Producción
La serie está basada en la obra "An Lian Ju Sheng Huai Nan" (暗恋橘生淮南) escrita por Bayue Changan (八月长安).
Sserá dirigida por Li Muge (李木戈), quien contará con el apoyo de Liu Wanhui (八月长安) y de Good Story Workshop (好故事工作坊) en el guion.
La producción ejecutiva estará bajo el mando de Zhao Wenjing. Fue filmada en Xiamen y Harbin.
La serie también contará con el apoyo de las compañías de producción "China Film" y "Beijing HualuBaina Film".